# افتتاحیه المپیک تابستانی ۲۰۱۲
مراسم افتتاحیه المپیک تابستانی ۲۰۱۲ خوانده‌شده به جزایر شگفتی در ساعت ۲۱:۰۰، ۲۷ ژوئیه ۲۰۱۲ در ورزشگاه المپیک لندن آغاز شد که نزدیک به چهار ساعت طول کشید و پیش‌بینی می‌شود حدود یک میلیارد نفر در سراسر جهان به‌طور مستقیم این مراسم را تماشا کرده باشند. کارگردان هنری این مراسم توسط دنی بویل کارگردان برنده جایزه اسکار انجام شده بود. پرچم المپیک به وسیله ۹ فرد شاخص از جمله بان کی‌مون، دبیرکل سازمان ملل متحد و محمد علی کلی، مشتزن پیشکسوت آمریکا حمل شد. حدود ۸۰ هزار نفر مقام‌های ارشد کشورهای شرکت‌کننده در مراسم گشایش شرکت داشتند.
مراسم با نواخته شدن بزرگترین ناقوس اروپا که ۲۳ تن وزن دارد و در ورزشگاه نصب شده بود، آغاز شد. ناقوس را بردلی ویگینس، قهرمان دوچرخه سواری به صدا درآورد.

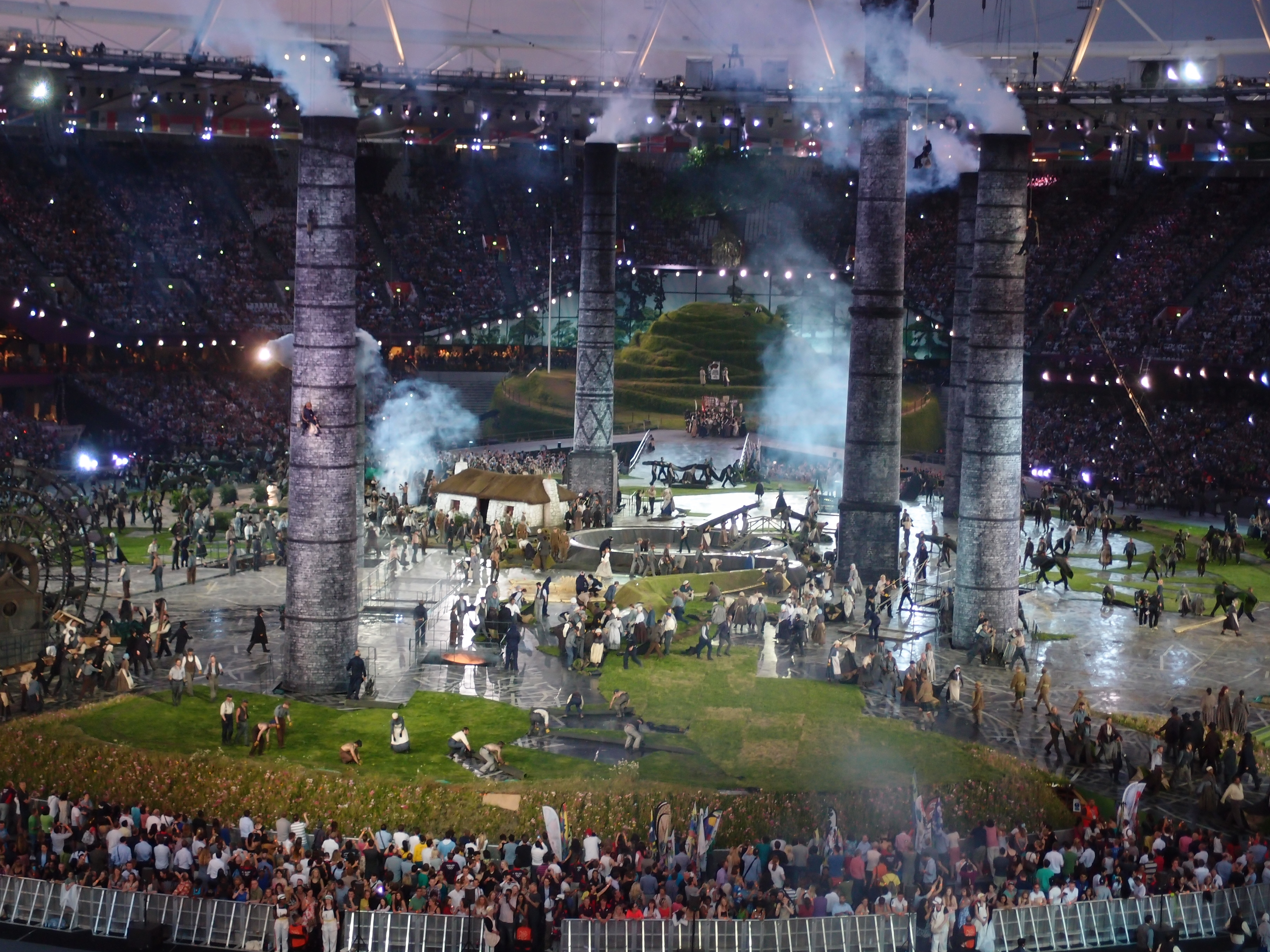
انقلاب صنعتی بخشی از این مراسم.

در ابتدای مراسم بازیگران به‌طور نمادین صحنه‌هایی از زندگی تاریخی مردم بریتانیا از جمله دوران انقلاب صنعتی و تحولات فرهنگی-اجتماعی دهه ۱۹۶۰ میلادی را به نمایش گذاشتند. تماشاچیان شاهد بودند که این کشور چگونه از یک کشور سرسبز وابسته به کشاورزی به یک کشور بزرگ صنعتی تبدیل شد، کشوری که بر اساس نمایش بویل، استاندارد زندگی در آن بالا رفته اما همزمان شهروندان آن فقط به کار در کارخانه‌ها مشغولند، زنان آن برای برابری مبارزه می‌کنند و همگان در آلودگی محیط زیست نقش دارند.
پس از اجرای بخش نخست نمایش بویل، فیلمی نمایش داده شد که در آن دانیل کریگ، بازیگر نقش جیمز باند به دیدار ملکه الیزابت می‌رود، و بدون تشریفات خاصی ملکه را با بالگرد به ورزشگاه المپیک می‌برد. از آنجایی که ورزشگاه محل مناسبی برای فرود بالگرد نیست، ملکه و جیمز باند از هلی‌کوپتر با چتر نجات به پایین می‌پرند. در پایان این فیلم ملکه به همراه همسرش فیلیپ وارد جایگاه اختصاصی شدند و مورد تشویق تماشاچیان قرار گرفته‌اند.
آغاز بخش دوم نمایش بویل به کودکان اختصاص داشت. او در این بخش، گش، بیمارستان معروف کودکان را در مرکز توجه قرار داده بود و از این طریق از کودکان بیمار بریتانیایی و پرستاران آن‌ها یاد کرد. در این بخش همچنین جی. کی. رولینگ، نویسندهٔ هری پاتر، چند جمله از کتاب پیتر پن خواند و در حالی که ارکستر سمفونیک لندن در حال اجرای قطعه ارابه‌های آتش بود، روآن اتکینسون، بازیگر شخصیت مستر بین به ایفای نقش به عنوان یک نوازنده پرداخت. شخصیت برتر کمدی جهان یعنی "روان آتکینسون" یا همان " مستر بین" یک سورپرایز برای تماشاگران افتتاحیه المپیک سی ام است. در این قسمت از برنامه، مستر بین به اجرای موسیقی با پیانو می پردازد. وی اواسط برنامه به رویای اول شدن در مسابقات دو ومیدانی فکر می‌کرد که البته به شکل ناجوانمردانه‌ای در حال برگزاری بود. وقتی که به خودش آمد متوجه شد که به جای کسی دیگر مشغول نواختن پیانو است و مورد شماتت رهبر ارکستر قرار گرفته است و مجبور به ترک ورزشگاه شد! در آخر مستر بین با مینی ماینر خود ورزشگاه را ترک می کند. بخش دیگری از مراسم نیز به اجرای موسیقی دهه‌های مختلف همراه با رقص اختصاص داشت. از سر تیم برنزلی، مخترع شبکه جهانی اینترنت نیز در مراسم تقدیر شد.
برخی از مطبوعات جهانی مراسم را خلاقانه و هنرمندانه دانستند، بعضی از منتقدان نیز آن را بیش از اندازه متمرکز بر تاریخ بریتانیا و تا حدودی ملی گرا ارزیابی کردند.

## نگارخانه

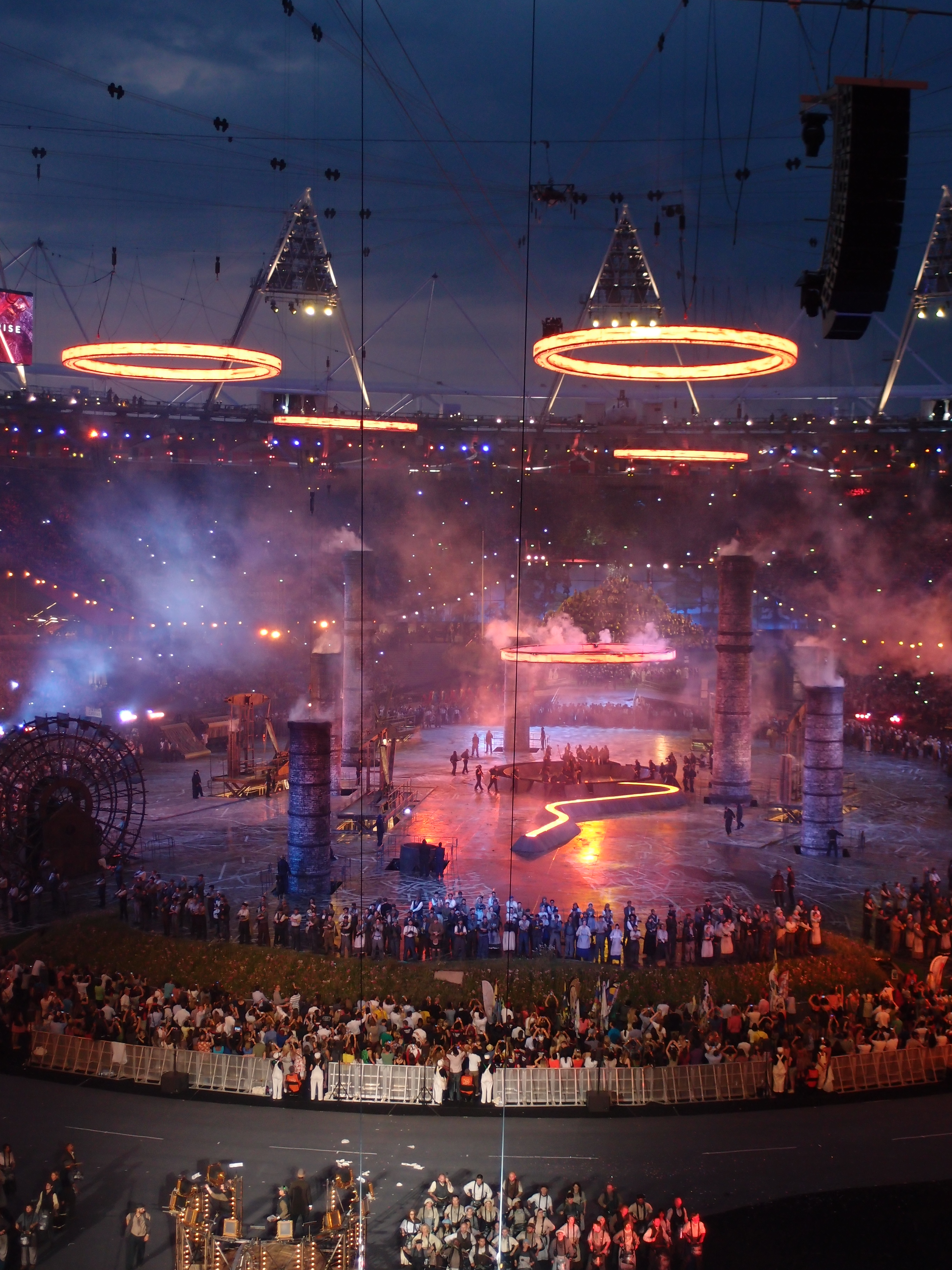
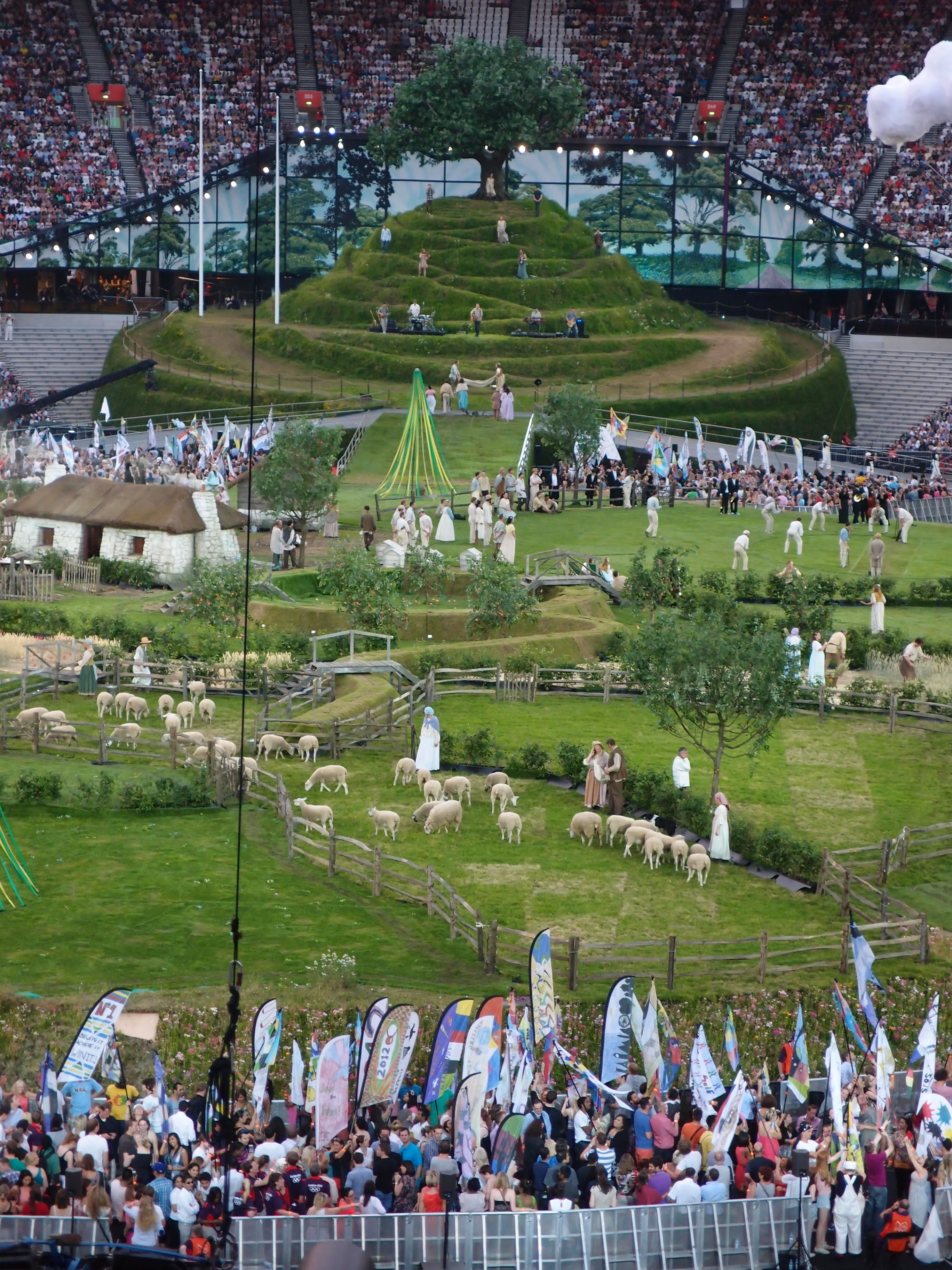
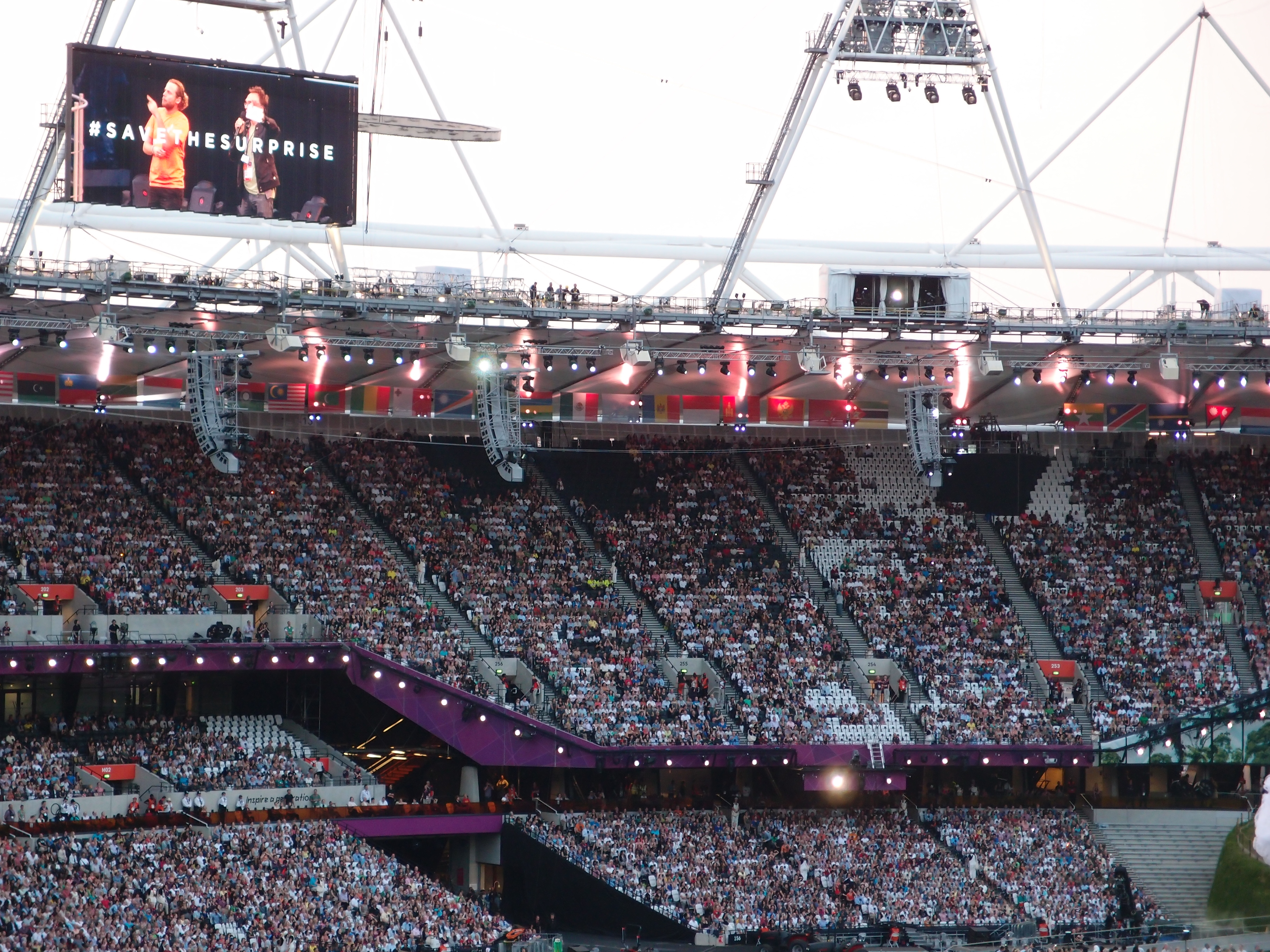
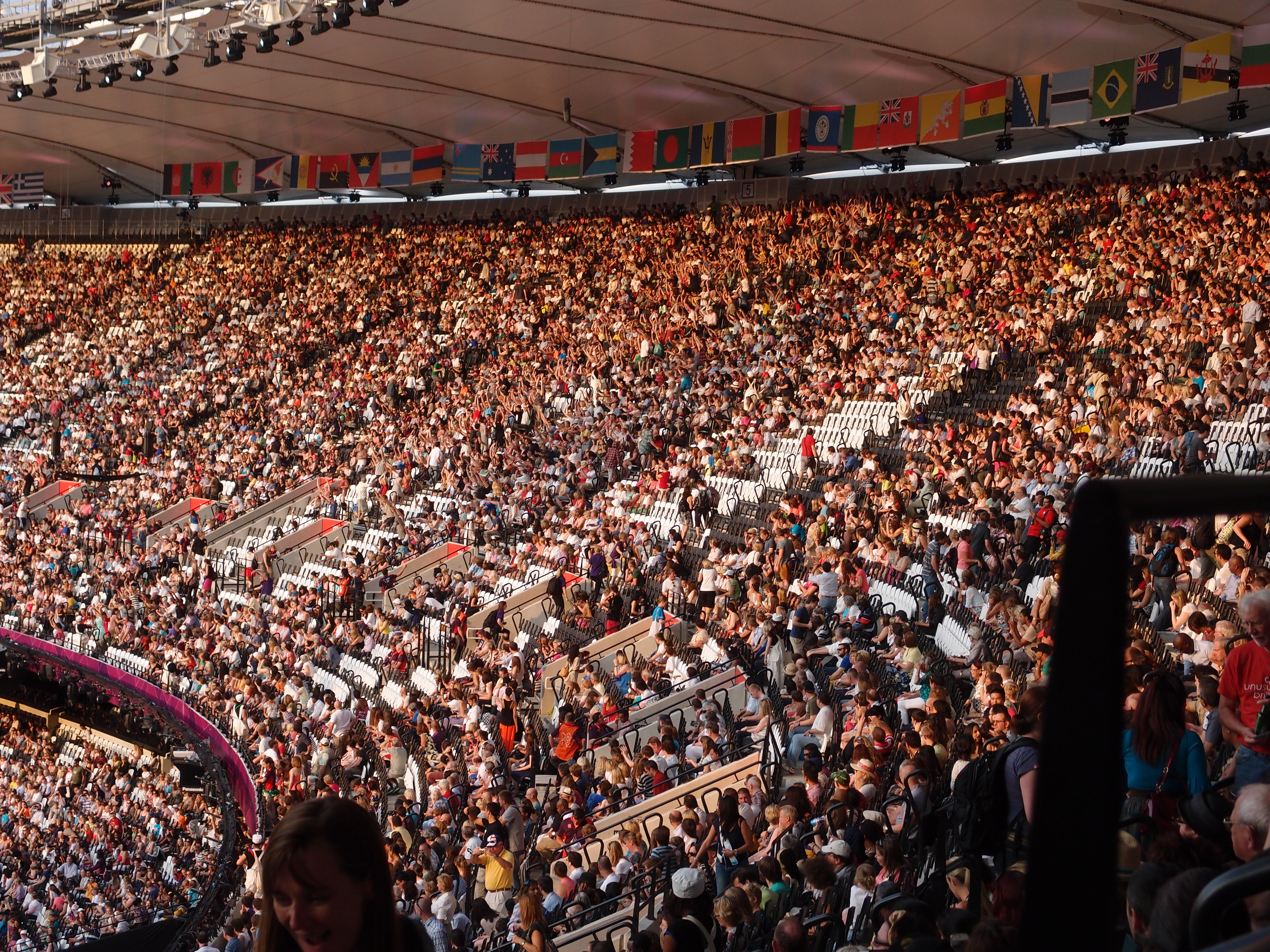
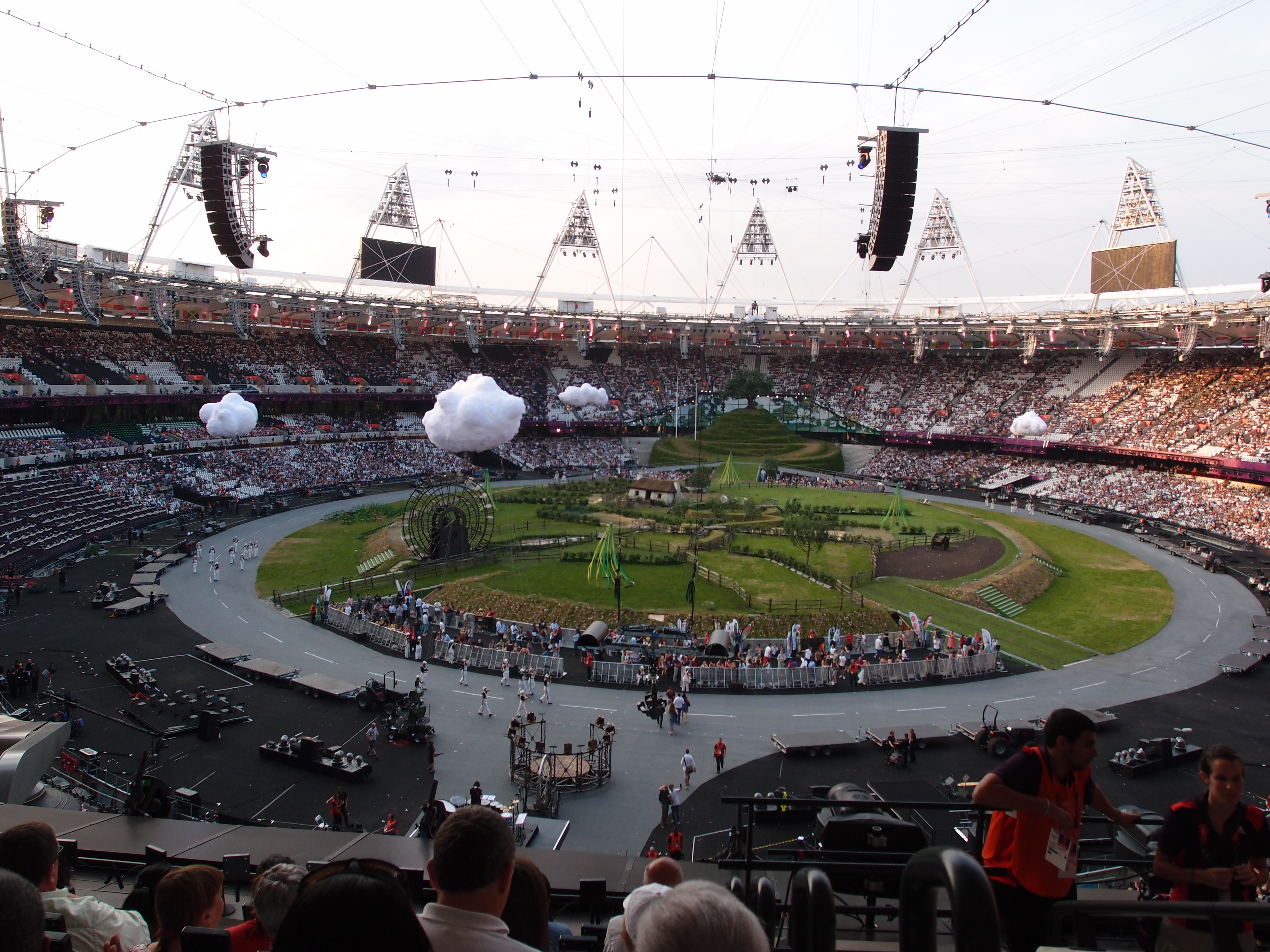